# Zastava Norveške
Zastava Norveške sastoji se od plavog križa na crvenoj podlozi. Oko plavog križa, nalaze se bijeli rubovi. Ako se makne plavi križ, identična je zastavi Danske, koja je u prošlosti bila zajednička zastava dviju država. Omjer dužine i širine je 22:16. Norvešku zastavu dizajnirao je Fredrik Meltzer, 1821. godine. Koristila se prvi put u razdoblju od 1821. do 1844., a od 1898. koristi se bez prestanka do danas.

## Vanjske poveznice
- Flags of the World